# باشگاه فوتبال بونس یونایتد
باشگاه فوتبال بونس یونایتد (انگلیسی: Bo'ness United F.C.) یک باشگاه فوتبال اسکاتلندی است .  این باشگاه در سال 1945 تأسیس شد .